# AMD FireMV
AMD FireMV, anteriormente ATI FireMV, é uma marca de placas de vídeo comercializadas como placas de vídeo 2D para múltiplos monitores, com recursos 3D iguais aos dos produtos gráficos Radeon de baixo custo. Ela compete diretamente com as placas de vídeo profissionais Matrox. As placas FireMV são destinadas ao ambiente corporativo que necessita de vários monitores conectados a um único computador. As placas FireMV têm opções de GPU dupla, um total de quatro saídas de vídeo por meio de um conector VHDCI, ou GPU única, um total de duas saídas de vídeo por meio de um conector DMS-59.
As placas FireMV estão disponíveis para interfaces PCI e PCI Express.
Embora sejam comercializados pela ATI principalmente como placas 2D, as placas FireMV 2250 suportam OpenGL 2.0, pois são baseadas na GPU RV516 encontrada na série Radeon X1000 lançada em 2005. 
A FireMV 2260 é a primeira placa de vídeo a ter saída DisplayPort dupla no mercado de gráficos 2D para workstations, com suporte a DirectX 10.1.

## Tabela de chipsets
| Configuração         | Saída dupla                   | Saída dupla                   | Saída quádrupla               | Saída quádrupla               |
| Configuração         | FireMV 2260 Multivisualização | FireMV 2270 Multivisualização | FireMV 2450 Multivisualização | FireMV 2460 Multivisualização |
| -------------------- | ----------------------------- | ----------------------------- | ----------------------------- | ----------------------------- |
| Saídas de exibição   | DisplayPort duplo             | DisplayPort duplo, DVI, VGA   | Quad DVI e VGA                | quad DisplayPort e quad DVI   |
| Conexões de exibição | 2 × DisplayPort               | DMS-59                        | 2 × VHDCI                     | 4 × Mini DisplayPort          |
| Memória gráfica      | 256 MiB                       | 512 MiB ou 1 GiB              | 512 MiB                       | 512 MiB                       |
| Máx. resolução       | 2560×1600                     | 2560×1600                     | 1920×1200                     | 2560×1600                     |